# Беловское (Белгородская область)
Беловское — село в Белгородском районе Белгородской области России. Административный центр Беловского сельского поселения.
Расположено на реке Разумная вблизи восточных окраин Белгорода (по улице Макаренко), с внутренней стороны Белгородской объездной дороги.

## Этимология названия
Название село получило от белых меловых отрогов, выступающих на поверхность по балкам и склонам.

## История
Село основано в середине XVIII века.
При создании оборонительной «засечной черты» служивые люди стали селиться неподалёку от города-крепости. Так, через 6 лет после основания Белгорода, в 1599 году появилось село Ястребово. После ряда мероприятий, принятых правительством, многие ястребовские помещики к 1762 году оказались вытолкнутыми из дворянской касты и включены в сословие однодворцев, которые приравнивались к крестьянам. В этом же году из села Ястребово выделилось Беловское.
В начале выделилось 4 или 5 дворов. За ними потянулись и другие. Село сильно разрослось.
Так, в экономических примечаниях Курской губернии Белгородского уезда говорилось: «Село Никольское, Ястребово тож, слободка Щегловка, сельцо Беловское, деревня Севрюково…Число дворов — 167, по ревизии душ мужеска — 701, женска — 651.Село Беловское на правой стороне речки Разумной, на коей мучная мельница о двух поставах, с двумя толчеями. Церковь деревянная Николая Чудотворца, три дома господских, деревянные».
В 1843 году усилиями прихожан построена церковь. Позже открылась церковно- приходская церковь.
36 семей пользовались купчей землёй, другие арендовали её у богачей.
Многие уходили на сезонные заработки в Белгород и Харьков. Работали они в качестве каменщиков, печников, кровельщиков.

##### Первый колхоз.
В 1929 году двадцатипятитысячник коммунист Комаров (имя неизвестно) организовал в Беловском первый колхоз. Ему присвоили имя Климента Ефремовича Ворошилова. Большинство местных крестьян болезненно восприняли коллективизацию.
В 1958 году колхоз был преобразован в колхоз «Заря», а в феврале 1965 — в совхоз «Заря». Главным направлением хозяйства стало овощеводство. В феврале 1969 года хозяйство укрупнилось за счёт присоединения к нему колхоза имени Ленина.
Активно продолжалось хозяйственное и жилищное строительство.
На центральной усадьбе хозяйства всё больше появлялось многоквартирных домов. Сданы в эксплуатацию овощехранилища, зерносклад, гараж, баня, кормоцех. Возведено помещение средней школы.

##### Село в годы Великой Отечественной войны.
Храбро сражались с гитлеровцами жители Беловского, десятки которых воевали на фронтах.
Летом 1943 года, используя выгодное стратегическое положение села (крутые склоны на правом берегу реки Разуменки), гитлеровцы превратили село в мощный опорный пункт на подступах к Белгороду. Из села как на ладони просматривалась вся ширь левобережья, до леса на горизонте. Задача с ходу форсировать Разуменку и освободить Беловское оказалось весьма трудной.
Как только наши подразделения отрывались от опушки леса, гитлеровцы открывали по ним шквальный огонь. Беловское обрабатывали авиация и артиллерия.
Провоевав всего полгода, при форсировании Днепра стал Героем Советского Союза девятнадцатилетний артиллерист Сергей Остащенко. Весной 1944 года он приезжал на побывку в Беловское и не узнал родного села. Оно было разрушенным, не уцелело ни одного дома. Люди ютились в землянках. Постепенно село восставало из руин.

##### Промыслы села
Из местных промыслов самыми значительными были, выжигание извести и производство деревянных гребней для пряжи.
Женщины пряли, ткали, отбеливали полотно, обшивали семьи. Мужчины заготавливали кору и плели лапти. Ещё один популярный промысел — изготовление дуг для упряжки лошадей. Эти изделия пользовались повышенным спросом далеко за пределами Белгородчины. Известно, что в начале 20 века дуги из Беловского возили в Сибирь. Параллельно с этими промыслами развиваются кустарные производства братьев Федоровских, построивших небольшие кирпичные заводы. Имелось и несколько ветряных мельниц, производящих товарную муку.

##### Знаменитости
В 1925 году в Беловском родился Герой Советского Союза С. М. Остащенко, в 1926 г. — поэт В. С. Буханов. Село Беловское является родиной поэта Виталия Буханова. Его стихотворение «Сельщина» было положено на музыку учительницей Беловской средней школы Романенко Ириной и стало гимном Беловского: Гляну с пригорка на белые хаты / Лебеди ль сели в родимом Логу? Милая сельщина, край небогатый, / Вырвать из сердца тебя не могу. / Белое наше село в перелесках / Тополь высокий, обрыв меловой. / Словно вчера удивленное детство / Здесь неторопко бродило со мной.

## Население
| 2002 | 2010  | 2021  |
| ---- | ----- | ----- |
| 1665 | ↗2040 | ↗3141 |

В 1931 г. в Беловском — 2140 жителей. В 1950—1980-е гг. с. Беловское в Ястребовском сельсовете Белгородского района. На 17 января 1979 г. в Беловском 1219 жителей, на 12 января 1989 г. — 1487 (680 мужчин, 807 женщин), в 1994 г. — 1589 жителей. В 1997 году с. Беловское (501 домовладение) — центр Беловского сельского округа (четыре села) в Белгородском районе.
Десятая ревизия переписала в деревне Беловская «516 душ мужского пола». В 1884 году в д. Беловской Старогородской волости Белгородского уезда — 446 дворов (199 изб. «15 лет назад сгорело 95 дворов, 10 лет назад сгорело 10 дворов ив 1881 году сгорело 7 дворов») крестьян государственных душевых и 70 дворов (38 изб) крестьян государственных душево-четвертных, 1440 жителей (738 мужского и 702 женского пола), грамотных 93 мужчины и шесть женщин, учащихся 51 мальчик и шесть девочек; у крестьян — 1348,9 десятины усадебной и пахотной земли (чернозём), 17,3 десятины сенокоса, 70 десятин выгона и 175,1 десятины леса («Лесная дача Корейского въезжего леса находится в общем пользовании д. Беловской и сел: Ястребова и Севрюкова»); у крестьян — 255 рабочих лошадей и 55 жеребят, 281 корова со 166 телятами, 733 овцы, 159 свиней; в деревне — трактир, кабак и две торговых лавки.
| 1884 | 1931 | 1979 | 1989 | 1994 |
| ---- | ---- | ---- | ---- | ---- |
| 1440 | 2140 | 1219 | 1487 | 1589 |